# Mervyn Morris
Mervyn Eustace Morris (né en 1937 à Kingston) est un poète et éditeur jamaïcain.
Il est professeur à l'Université des Indes occidentales à Mona depuis les années 1960.